# كيكو آبي
كيكو آبي (باليابانية: 安倍圭子؛ بالكانا: あべ けいこ) هي فنانة إيقاعية وملحنة وموسيقية يابانية، ولدت في 18 أبريل 1937 في طوكيو في اليابان.

## وصلات خارجية
- الموقع الرسمي
- كيكو آبي على موقع ميوزك برينز (الإنجليزية)
- كيكو آبي على موقع أول ميوزيك (الإنجليزية)
- كيكو آبي على موقع ديسكوغز (الإنجليزية)